# Leo Penders
Leon Marie Hubert (Leo) Penders (Voerendaal, 1 juli 1914 - Bergen-Belsen, 24 april 1945) was een Nederlands kapelaan en verzetsstrijder.
Penders, de kapelaan van Gulpen, was een van de oprichters van de verzetsafdeling LO (Limburgse Onderduikorganisatie, sloot zich aan bij de Landelijke Organisatie) in Gulpen en hield zich bezig met diverse verzetsactiviteiten zoals het onderbrengen van onderduikers en het mee onderhouden van de pilotenlijn waarmee Engelse en Amerikaanse piloten die vanuit het noorden van Nederland kwamen doorgesluisd werden naar het vrije deel van Frankrijk.
Nadat zijn verzetsgroep door infiltratie van een Duitse provocateur die zich voordeed als een Duitse onderofficier die oorlogsmoe was en zogenaamd wilde onderduiken was verraden, werd hij op 21 juli 1944 thuis gearresteerd en naar het politiebureau van Maastricht gebracht. Met hem werden tien andere kopstukken uit het District Gulpen opgepakt als gevolg van deze actie die later bekend zou worden als De klap van Wittem. Van hieruit werd hij op 1 augustus overgebracht naar het concentratiekamp in Vught samen met acht andere priesters die met hem in het verzet zaten en vijf burgers uit het verzet. Op 6 september werd hij getransporteerd naar Oranienburg en van daaruit belandde hij in het concentratiekamp Bergen Belsen. Hier stierf hij uiteindelijk aan de ontberingen door tyfus aan het eind van de oorlog.
Penders wordt herdacht doordat er na de oorlog een plein naar hem is vernoemd in Gulpen, het Kapelaan Pendersplein en wordt vermeld op het herdenkingsmonument in Voerendaal